# Big Arm
Big Arm é uma Região censo-designada localizada no estado americano de Montana, no Condado de Lake.

## Demografia
Segundo o censo americano de 2000, a sua população era de 131 habitantes.

## Geografia
De acordo com o United States Census Bureau tem uma área de 
14,1 km², dos quais 14,1 km² cobertos por terra e 0,0 km² cobertos por água.

## Localidades na vizinhança
O diagrama seguinte representa as localidades num raio de 12 km ao redor de Big Arm. 